# Tichon Ababkow
Tichon Ababkow (ros.) Тихон Иванович Абабков (ur. 2 sierpnia?/15 sierpnia 1908 we wsi Koroniec w guberni mohylewskiej, zm. 13 września 1984 w Moskwie) – radziecki działacz partyjny.

## Życiorys
Był członkiem WPK(b) od 1929. W 1940 ukończył Wyższą Szkołę Organizatorów Partyjnych przy KC WKP(b). Od 1938 był działaczem partyjnym w Swierdłowsku, od 1941 w Kazachstanie. Od 1947 do 1952 był I sekretarzem Komitetu Obwodowego Komunistycznej Partii (bolszewików) Kazachstanu w Karagandzie, od 1952 sekretarzem Biura Organizacyjnego KC KPZR Obwodu Magadańskiego, a od 9 grudnia 1953 do 14 lutego 1958 I sekretarzem Komitetu Obwodowego KPZR w Magadanie. W latach 1956—1961 był członkiem Centralnej Komisji Rewizyjnej KPZR.
W 1958 odszedł na emeryturę ze względu na stan zdrowia. Odznaczony Orderem Wojny Ojczyźnianej I klasy i Orderem „Znak Honoru”.